# Strobilanthes urticifolia
Strobilanthes urticifolia là một loài thực vật có hoa trong họ Ô rô. Loài này được Wall. ex Kuntze miêu tả khoa học đầu tiên năm 1891.